# Кембридж (Массачусетс)
Ке́мбридж, або Кеймбридж (англ. Cambridge) — місто (англ. city) в США, в окрузі Міддлсекс штату Массачусетс. Населення — 118 403 особи (2020). Відділене річкою Чарльз від міста Бостона; сполучене з ним Гарвардським мостом. Місто є місцем роботи для багатьох людей з околиць.
Кембридж відомий двома університетами: Гарвардський університет та Массачусетський технологічний інститут.

## Географія
Кембридж розташований за координатами 42°22′33″ пн. ш. 71°7′6″ зх. д. / 42.37583° пн. ш. 71.11833° зх. д. (42.375967, -71.118275). За даними Бюро перепису населення США в 2010 році місто мало площу 18,41 км², з яких 16,54 км² — суходіл та 1,87 км² — водойми.

## Демографія
Згідно з переписом 2010 року, у місті мешкали 105 162 особи в 44 032 домогосподарствах у складі 17 420 родин. Густота населення становила 5713 осіб/км². Було 47291 помешкання (2569/км²).
Расовий склад населення:
| - 66,6 % — білих - 15,1 % — азіатів - 11,7 % — чорних або афроамериканців - 0,2 % — корінних американців - 2,1 % — осіб інших рас |

До двох чи більше рас належало 4,3 %. Частка іспаномовних становила 7,6 % від усіх жителів.
За віковим діапазоном населення розподілялося таким чином: 11,4 % — особи молодші 18 років, 79,1 % — особи у віці 18—64 років, 9,5 % — особи у віці 65 років та старші. Медіана віку мешканця становила 30,2 року. На 100 осіб жіночої статі у місті припадало 94,6 чоловіків; на 100 жінок у віці від 18 років та старших — 93,7 чоловіків також старших 18 років.
Середній дохід на одне домашнє господарство становив 115 608 доларів США (медіана — 79 416), а середній дохід на одну сім'ю — 151 584 долари (медіана — 104 454). Медіана доходів становила 67 134 долари для чоловіків та 60 476 доларів для жінок. За межею бідності перебувало 14,0 % осіб, у тому числі 14,9 % дітей у віці до 18 років та 12,5 % осіб у віці 65 років та старших.
Цивільне працевлаштоване населення становило 62 998 осіб. Основні галузі зайнятості: освіта, охорона здоров'я та соціальна допомога — 41,8 %, науковці, спеціалісти, менеджери — 20,6 %, мистецтво, розваги та відпочинок — 6,3 %, фінанси, страхування та нерухомість — 6,2 %.

## Транспорт
Через місто проходить Червона лінія Бостонського метро.
На станції «Кембридж» існує пересадка на однойменну підземну станцію тролейбуса міста. Невеликий тунель з єдиною підземною станцією був побудований одразу з лінією метро, задля зручної пересадки з численних трамвайних маршрутів на метро. При ліквідації трамвайної мережі в тунелі був організований рух тролейбусів, важливість для міста цього пересадкового вузла і не дозволила ліквідувати тролейбусну мережу міста.

## Відомі люди
- Еффі Шеннон (1867—1954) — американська акторка театру та німого кіно
- Чарльз Бікфорд (1891—1967) — американський актор театру, кіно та телебачення
- Фред Аллен (1894—1956) — американський комік
- Сем Вотерстон (*1940) — американський актор кіно і телебачення
- Мері Джо Фруг (1941—1991) — американська феміністка
- Пітер Наварро (* 1949) — американський економіст
- Дейв Гайнс (*1951) — американський хокеїст.
- Ме́тью Пейдж Де́ймон (*1970) — американський актор, продюсер і сценарист.

## Міста-побратими
Наразі Кембридж має 9 міст-побратимів:
- Гаета (італ. Gaeta), Італія
- Голвей (англ. Galway, ірл. Gaillimh), Ірландія
- Єреван (вірм. Երեվան), Вірменія
- Улан-Батор (монг. Улаанбаатар), Монголія
- Кембридж (англ. Cambridge), Англія
- Коїмбра (порт. Coimbra), Португалія
- Краків (пол. Kraków), Польща
- Сан-Хосе-лас-Флорес (ісп. San José de Flores), Нікарагуа
- Сьєнфуеґос (ісп. Cienfuegos), Куба
- Наукове місто Сукуба (англ. Tsukuba Science City), Японія